# Finale del campionato mondiale di calcio 2006
La finale del campionato mondiale di calcio 2006 si tenne il 9 luglio 2006 allo Stadio Olimpico di Berlino tra le nazionali di Francia e Italia. L'Italia era alla sua sesta finale, appuntamento dal quale mancava dal 1994, mentre la Francia era alla sua seconda finale nelle precedenti tre edizioni del torneo; come quattro anni prima, tuttavia, si trattò di una finale inedita perché le due compagini non si erano mai incontrate in precedenza nella gara valida per il titolo: unico precedente tra le due in una gara con trofeo in palio era la finale del campionato europeo di sei anni prima, vinto dai francesi.
Per la seconda volta, e sempre con protagonisti gli Azzurri, la gara terminò ai tiri di rigore, ma, a differenza di quanto avvenne 12 anni prima contro il Brasile, a vincere fu l'Italia, che si aggiudicò l'incontro, e il suo quarto titolo di campione mondiale, realizzando 5 rigori contro 3 dopo avere terminato 1-1 i tempi supplementari.
La partita segnò inoltre il ritorno a una finale completamente europea, l'ottava in assoluto nella storia del mondiale di calcio, dopo l'edizione 1982 che vide sempre protagonista l'Italia, vittoriosa in tale occasione sulla Germania Ovest.

## Le squadre
| Squadra | Finali disputate in precedenza (il grassetto indica la vittoria) |
| ------- | ---------------------------------------------------------------- |
| Italia  | 5 (1934, 1938, 1970, 1982, 1994)                                 |
| Francia | 1 (1998)                                                         |

## Antefatti
L'Italia arrivò al campionato del mondo 2006 in una situazione ambientale decisamente complicata. Nel corso di tale anno, infatti, il mondo del calcio italiano era stato pesantemente scosso dallo scandalo Calciopoli, nel corso del quale era emersa, limitatamente al precedente campionato di Serie A 2004-2005, una serie di rapporti illeciti tra dirigenti sportivi e rappresentanti della classe arbitrale. La società maggiormente colpita dalla giustizia sportiva fu la Juventus: i bianconeri, come spesso accaduto nella storia azzurra, anche in questo caso rappresentavano l'ossatura della nazionale italiana, allenata nell'occasione dal commissario tecnico Marcello Lippi, altro storico ex juventino; lo stesso Lippi, con un figlio procuratore legato a una società rimasta implicata nello scandalo, fu fatto oggetto di una campagna mediatica volta a spingerlo alle dimissioni per ragioni di opportunità.
Anche la Francia attraversava un momento difficile, più sul versante sportivo. Dopo l'eliminazione dal campionato d'Europa 2004 per mano dell'outsider Grecia di Otto Rehhagel, futura vincitrice del torneo, il commissario tecnico Jacques Santini era stato allontanato dalla panchina dei Bleus e sostituito con Raymond Domenech, incaricato di portare avanti un ricambio generazionale ormai non più procrastinabile; le prime gare di qualificazione al mondiale 2006 avevano tuttavia dato risultati altalenanti per i galletti, che riuscirono a ottenere il pass solo grazie al successivo ritorno in squadra dei senatori Claude Makélélé, Lilian Thuram e Zinédine Zidane, i quali in precedenza avevano più volte annunciato il loro ritiro dalla nazionale. Alla vigilia della kermesse, circolarono inoltre voci di uno spogliatoio diviso nonché di un cattivo rapporto tra Domenech e alcuni giocatori.

## Cammino verso la finale

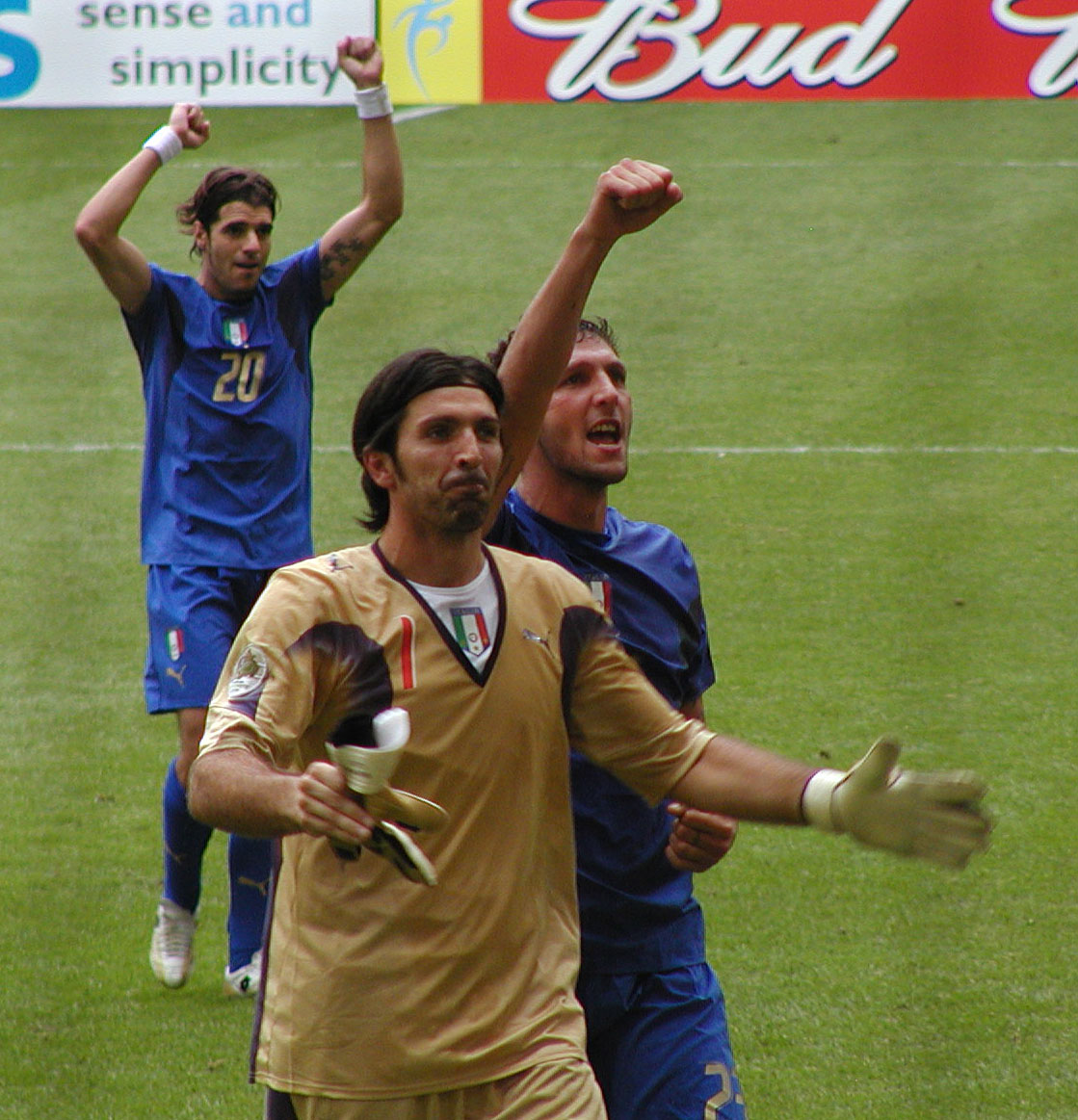
Gli azzurri Buffon, Materazzi e Perrotta festeggiano la qualificazione dell'Italia agli ottavi di finale, al termine della sfida della fase a gironi contro la

Una volta iniziata la fase finale, l'Italia seppe isolarsi dal succitato scandalo e raggiunse senza grosse difficoltà la fase a eliminazione diretta, dopo un cammino nel girone E che la vide inanellare due vittorie e un pareggio contro, in sequenza, Ghana (2-0), Stati Uniti (1-1) e Rep. Ceca (2-0). Ciò nonostante, queste prime partite non furono esenti da problemi per gli uomini di Lippi: Daniele De Rossi rimediò quattro turni di squalifica per una gomitata allo statunitense Brian McBride, mentre Alessandro Nesta chiuse anticipatamente il suo mondiale per via di un serio infortunio in cui incappò nella sfida contro i cechi. In seguito, agli ottavi, gli azzurri faticarono più del previsto per sconfiggere l'Australia (1-0), avendo la meglio solo grazie a un rigore trasformato da Francesco Totti nei minuti di recupero, mentre rispettò il pronostico l'agevole vittoria ai quarti sull'Ucraina di Andrij Ševčenko (3-0); in semifinale, a soccombere dinanzi agli azzurri furono i padroni di casa e tre volte campioni del mondo della Germania (0-2), dopo un uno-due di Fabio Grosso e Alessandro Del Piero allo scadere del secondo tempo supplementare.
Peculiarità della squadra italiana fu la rotazione continua dei titolari, in quanto, ad eccezione dei due portieri di riserva Angelo Peruzzi e Marco Amelia, gli altri giocatori convocati vennero tutti schierati in campo almeno una volta; per tutta la durata dell'edizione, in particolare, in avanti si alternarono Del Piero, Alberto Gilardino, Vincenzo Iaquinta, Filippo Inzaghi, Luca Toni e Totti, sostenuti da un solido centrocampo e soprattutto da una difesa quasi imperforabile (un solo gol subito, per di più su autorete), con il portiere Gianluigi Buffon rimasto imbattuto per 453'.

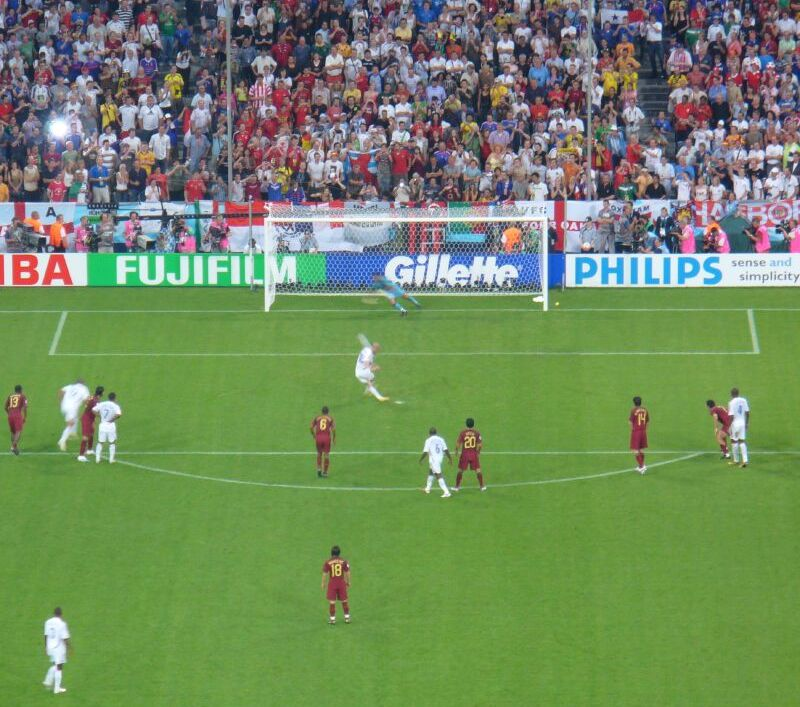
Il rigore di Zidane contro il che sancì la qualificazione della Francia alla finale di Berlino

I Bleus, invece, conquistarono con qualche difficoltà il secondo posto del gruppo G, con due pareggi e una vittoria contro Svizzera (0-0), Corea del Sud (1-1) e Togo (0-2). Già in queste prime tre partite la Francia mostrò tutti i suoi limiti, fisici e tecnici, e Domenech non fu esente da critiche: tra le altre cose, il selezionatore non fece mistero di schierare la squadra anche con un occhio all'oroscopo e lasciò regolarmente in panchina David Trezeguet, tra i migliori attaccanti della sua generazione, sia per motivi tecnici, preferendo lo schieramento che vedeva Thierry Henry come unica punta, sia proprio per motivi legati all'astrologia; la squadra fu invece accusata di essere vecchia e logora – o «vecchia e sdentata», come dichiarò il commissario tecnico della Spagna Luis Aragonés –, con diversi giocatori ancora reduci dal trionfo al campionato del mondo 1998.
Nella fase a eliminazione diretta, trascinati da un ritrovato Zidane (in ombra fino a quel momento), i francesi superarono agli ottavi la Spagna (1-3), ai quarti i campioni in carica del Brasile (0-1) e in semifinale il Portogallo di Luís Figo e di un giovane Cristiano Ronaldo, quest'ultimo alla sua prima esperienza mondiale (0-1). Italia e Francia si ritrovarono così a distanza di sei anni dalla finale del campionato d'Europa 2000 e otto anni dopo l'ultimo confronto in un campionato mondiale, il quarto di finale dei Mondiali 1998, entrambi incontri vinti dalla Francia.

### Tabella riassuntiva del percorso
Note: In ogni risultato sottostante, il punteggio della finalista è menzionato per primo.
| Pos. | Squadra     | Pt | G | V | N | P | GF | GS | DR |
| ---- | ----------- | -- | - | - | - | - | -- | -- | -- |
| 1.   | Italia      | 7  | 3 | 2 | 1 | 0 | 5  | 1  | +4 |
| 2.   | Ghana       | 6  | 3 | 2 | 0 | 1 | 4  | 3  | +1 |
| 3.   | Rep. Ceca   | 3  | 3 | 1 | 0 | 2 | 3  | 4  | −1 |
| 4.   | Stati Uniti | 1  | 3 | 0 | 1 | 2 | 2  | 6  | −4 |

| Pos. | Squadra       | Pt | G | V | N | P | GF | GS | DR |
| ---- | ------------- | -- | - | - | - | - | -- | -- | -- |
| 1.   | Svizzera      | 7  | 3 | 2 | 1 | 0 | 4  | 0  | +4 |
| 2.   | Francia       | 5  | 3 | 1 | 2 | 0 | 3  | 1  | +2 |
| 3.   | Corea del Sud | 4  | 3 | 1 | 1 | 1 | 3  | 4  | −1 |
| 4.   | Togo          | 0  | 3 | 0 | 0 | 3 | 1  | 6  | −5 |

## Il prepartita
Impossibilitato a testare il prato dell'Olympiastadion di Berlino allentato dalla pioggia, Lippi mise a punto le ultime mosse al campo sportivo del Duisburg; qui provò diversi giocatori e in più ruoli, specialmente Del Piero nell'insolito ruolo di esterno sinistro di centrocampo. Aggregò in allenamento anche il suo vice Ciro Ferrara, ex difensore, per sopperire all'assenza di Nesta, che non riuscì a recuperare dall'infortunio rimediato contro i cechi, cedendo di fatto il suo posto a Marco Materazzi, il quale ben aveva figurato nel torneo sino a quel momento. Lippi infine confermò lo stesso undici che aveva sconfitto la Germania in semifinale: Totti e Toni in attacco, Mauro Germán Camoranesi centrocampista di destra, Gennaro Gattuso e Andrea Pirlo centrocampisti centrali, Simone Perrotta centrocampista di sinistra, Gianluca Zambrotta sulla fascia destra, Fabio Grosso su quella sinistra, Fabio Cannavaro e Materazzi al centro della difesa e Buffon in porta.
Come per gli azzurri, anche l'undici francese non riservò sorprese. Domenech insistette con uno schieramento per molti versi speculare a quello della squadra di Lippi: in porta il veterano Fabien Barthez – preferito sin dall'inizio e tra i mugugni della stampa a Grégory Coupet –, William Gallas e Thuram difensori centrali, Willy Sagnol sulla fascia destra, Éric Abidal su quella sinistra, Makélélé e Patrick Vieira centrocampisti centrali, Florent Malouda esterno sinistro, Franck Ribéry esterno destro e Thierry Henry unica punta a cercare le finalizzazioni di Zidane. Il tecnico francese consentì alla stampa di assistere solo al primo quarto d'ora dell'ultimo allenamento, cercando di nascondere il più a lungo possibile la formazione titolare che sarebbe scesa in campo contro l'Italia.
La FIFA intanto designò l'argentino Horacio Elizondo come arbitro per la finale, con Dario Garcia e Rodolfo Otero come guardalinee e lo spagnolo Luis Medina Cantalejo come quarto uomo; la commissione FIFA ritenne che, in presenza di quattro semifinaliste tutte europee, le terne arbitrali non dovessero essere formate da soggetti provenienti da tale continente negli ultimi quattro match. Per Elizondo fu la quinta partita al mondiale 2006, la prima con le due finaliste.

## Descrizione della partita

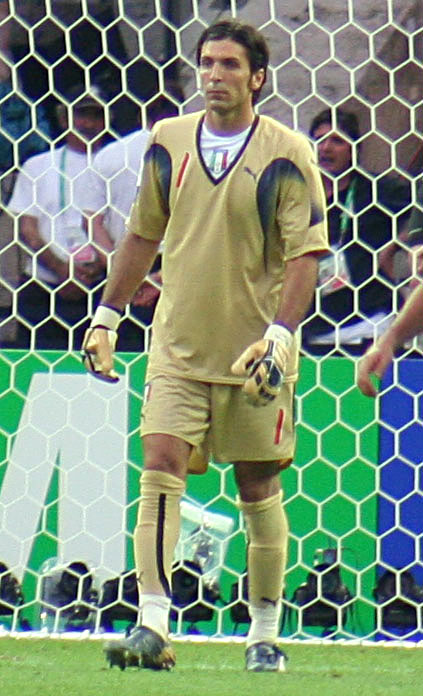
Fino al rigore di Zidane, il portiere azzurro Buffon aveva mantenuto la sua porta inviolata per 458 minuti

Dopo l'esibizione d'apertura con Shakira e Wyclef Jean, che cantarono una versione speciale di Hips Don't Lie chiamata The Bamboo Version, cominciò la finale. Le formazioni italiane e francesi erano le stesse ipotizzate alla vigilia, capitanate rispettivamente da Cannavaro – uno dei due titolari azzurri, assieme a Totti, ancora reduci dalla finale europea del 2000 – e da Zidane, giunto all'ultima gara di una carriera durata diciannove anni. Dei 28 giocatori scesi in campo quella notte, ben 8 erano tesserati della società italiana della Juventus: il club bianconero eguagliò così il primato stabilito settantadue anni prima dai cecoslovacchi dello Slavia Praga.
Il primo tempo fu acceso e vivace, ma soprattutto molto duro e falloso. A farne le spese fu inizialmente Henry, il quale restò a terra dopo uno scontro fortuito con Cannavaro già a pochi minuti dal fischio d'inizio. Subito dopo gli azzurri rimediarono la prima ammonizione, per un fallo di Zambrotta su Vieira. La partita si sbloccò al 7', quando il francese Malouda si guadagnò – non senza astuzia – un calcio di rigore su un'entrata di Materazzi: sul dischetto si presentò Zidane, il quale azzardò una sorta di cucchiaio, mandando il pallone a picchiare contro la traversa prima di rimbalzare oltre la linea di porta; un tiro su cui Buffon non poté fare nulla. Per la prima volta durante questa edizione dei Mondiali, l'Italia si trovò in svantaggio.
Gli azzurri provarono immediatamente a reagire, ma con scarsi risultati. La squadra italiana era lunga e disordinata, a dispetto di una formazione transalpina più compatta e corta. Thuram neutralizzò un insidioso cross di Pirlo; Totti non riuscì a trovare lo spunto giusto, anche a causa della marcatura stretta di Makélélé e Vieira; Grosso faticò a marcare un insidioso e imprevedibile Ribéry; Pirlo cercò di tenere le redini di un gioco azzurro che non poteva amministrare come nelle precedenti partite.
Il pareggio arrivò dopo 12 minuti di sofferenza, al 19', sugli sviluppi di un calcio d'angolo battuto da Pirlo, quando Materazzi, riscattandosi dal rigore provocato in precedenza, batté in elevazione Vieira e insaccò alle spalle di Barthez. Il gol diede la carica agli azzurri. La Francia si fece sorprendere dal gioco alto della nazionale azzurra, riducendo la portata offensiva e favorendo il possesso di palla italiano. Chiusi i varchi a Ribery e Henry, anche su Zidane il pressing degli italiani fu molto efficace. La Francia si riaffacciò dalle parti dell'area avversaria al 25', con un traversone di Ribery neutralizzato da Materazzi. Al 36' Toni sfiorò il vantaggio per l'Italia, trovando la traversa con un colpo di testa su calcio d'angolo battuto da Pirlo. Intorno alla mezz'ora del primo tempo, inoltre, un black out elettrico spense i maxischermi nell'Olympiastadion e oscurò i monitor della tribuna stampa, rendendo difficoltoso il lavoro dei giornalisti. Il primo tempo, nel complesso favorevole agli azzurri, si chiuse sull'1-1.

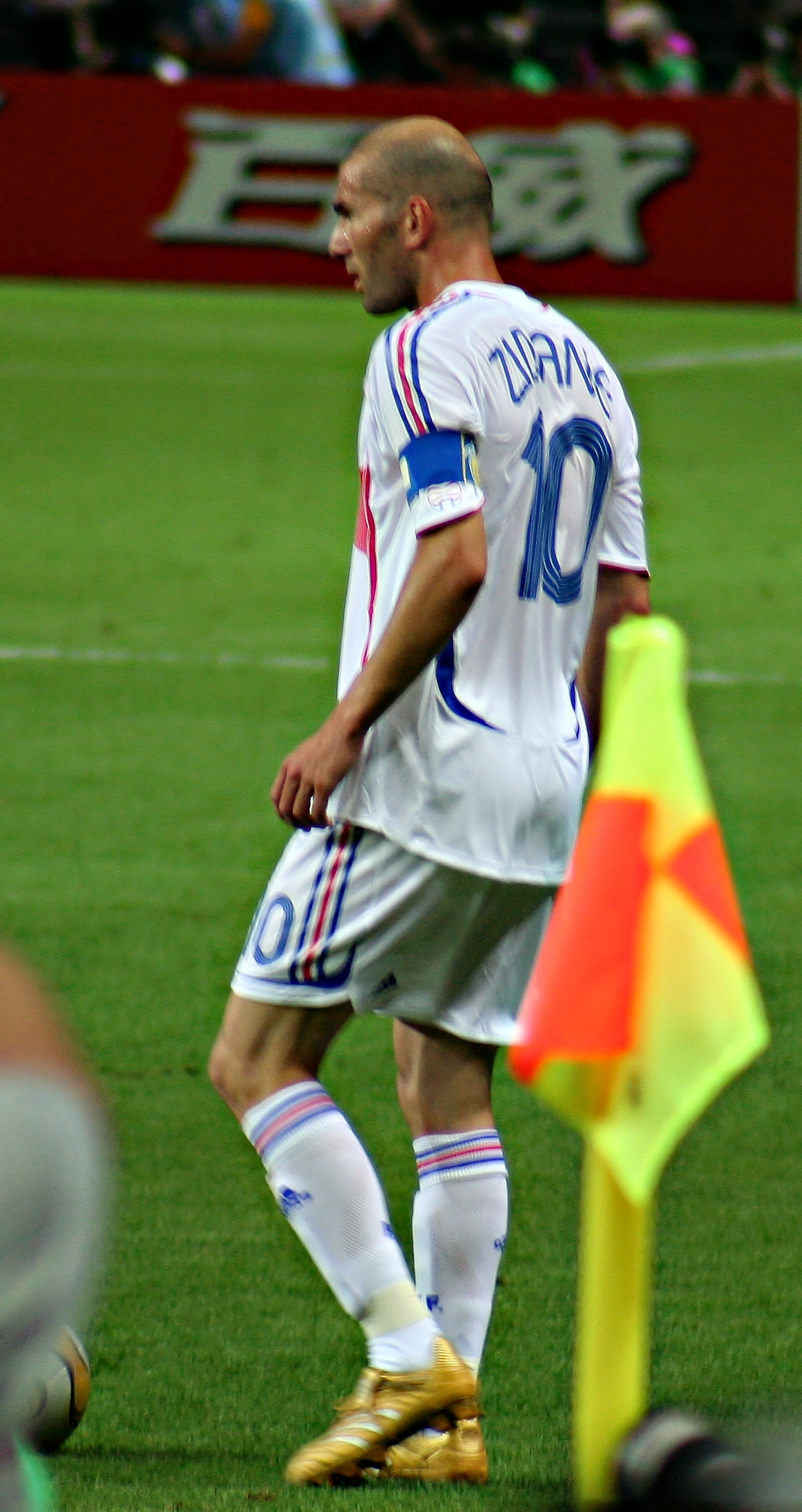
L'espulsione rimediata in finale fu l'atto conclusivo della carriera di Zidane

Il secondo tempo iniziò senza cambi. Gli azzurri si chiusero in difesa, lasciando spazio alle giocate dei francesi. In apertura una discesa di Henry si concluse con un tiro debole, parato senza problemi da Buffon. Al 56' arrivò il primo cambio per la Francia: fuori Vieira per infortunio e dentro Alou Diarra. Lippi ridisegnò la squadra con l'ingresso di Iaquinta e De Rossi, quest'ultimo al rientro dopo la squalifica, al posto rispettivamente dei poco incisivi Totti e Perrotta. Pochi secondi dopo, al 62', un gol di testa di Toni, realizzato sugli sviluppi di una punizione di Grosso, venne annullato per fuorigioco.. Al 79' Zidane lamentò un forte dolore alla spalla destra dopo uno scontro con Cannavaro, ma restò in campo. All'86' Lippi inserì Del Piero al posto di uno stanco Camoranesi. Dopo due minuti di recupero, con il punteggio fermo sull'1-1, si andò ai tempi supplementari.
Qui le squadre riproposero la stessa tattica. La Francia creò due azioni molto pericolose: un tiro di Ribéry al 99' che terminò fuori di poco, e un forte colpo di testa di Zidane al 104' deviato in angolo da Buffon il quale, con un colpo di reni, alzò la palla sopra la traversa. Domenech cambiò modulo, spostando Henry sulla fascia e mettendo Trezeguet, appena entrato al posto di Ribéry, come punta centrale. Nell'intervallo uno stremato Henry lasciò il campo per Sylvain Wiltord. Pochi minuti dopo si verificò l'imprevedibile: Zidane e Materazzi stavano risalendo verso la metà campo francese quando avvenne uno scambio di battute tra i due, e quando tutto sembrava tornato alla normalità, dopo alcuni passi in avanti, all'improvviso Zidane si voltò e sferrò una forte testata al petto di Materazzi, il quale stramazzò a terra. Il fallo, segnalato all'arbitro Elizondo dal quarto uomo Cantalejo, provocò l'espulsione diretta del capitano francese. L'Italia non fu però capace di approfittare della superiorità numerica e i supplementari si chiusero con un nulla di fatto. Per la seconda volta nella storia, dopo la finale del 1994 (anche in quel caso l'Italia era finalista), la Coppa del Mondo dovette essere assegnata ai rigori.
Dopo quattro penalty gli azzurri erano andati tutti a segno con Pirlo, Materazzi, De Rossi e Del Piero, mentre la Francia era andata a rete con Wiltord, Abidal e Sagnol ma aveva fallito il secondo tentativo con Trezeguet, il quale colpì la traversa. Fu Grosso a mandare a segno il tiro del definitivo 5-3, consegnando all'Italia il quarto titolo mondiale della sua storia dopo quelli di Italia 1934, Francia 1938 e Spagna 1982.
Al termine della partita il centrocampista italiano Andrea Pirlo venne nominato uomo partita.
La Francia complessivamente giocò bene, occupando ottimamente il campo e stando larga. L'Italia, invece, vinse i Mondiali attraverso un gioco corale molto organizzato e un'eccellente forma fisica: in particolare Buffon concluse il torneo senza subìre gol avversari su azione (l'unico che incassò fu causato dal compagno di squadra Cristian Zaccardo in un'autorete nella sfida contro gli Stati Uniti), vincendo il premio Yashin quale miglior portiere della manifestazione, mentre allo stopper Cannavaro andò il Pallone d'argento come secondo migliore giocatore del torneo; una testimonianza della bontà della difesa azzurra, decisamente il reparto più forte per tutto l'arco della rassegna.

## Tabellino
| Arbitro: | Horacio Elizondo |

|                                           |                      |                                 |
| Materazzi 19’                             | Marcatori            | 7’ (rig.) Zidane                |
| Pirlo Materazzi De Rossi Del Piero Grosso | Tiri di rigore 5 – 3 | Wiltord Trezeguet Abidal Sagnol |

| Italia | Francia |

| Italia (4-4-1-1) |    |                         |    |     |
|                  |    |                         |    |     |
| P                | 1  | Gianluigi Buffon        |    |     |
| D                | 19 | Gianluca Zambrotta      | 5’ |     |
| D                | 5  | Fabio Cannavaro         |    |     |
| D                | 23 | Marco Materazzi         |    |     |
| D                | 3  | Fabio Grosso            |    |     |
| C                | 16 | Mauro Germán Camoranesi |    | 86’ |
| C                | 8  | Gennaro Gattuso         |    |     |
| C                | 21 | Andrea Pirlo            |    |     |
| C                | 20 | Simone Perrotta         |    | 61’ |
| A                | 10 | Francesco Totti         |    | 61’ |
| A                | 9  | Luca Toni               |    |     |
| Sostituzioni:    |    |                         |    |     |
| C                | 4  | Daniele De Rossi        |    | 61’ |
| A                | 15 | Vincenzo Iaquinta       |    | 61’ |
| A                | 7  | Alessandro Del Piero    |    | 86’ |
| Allenatore:      |    |                         |    |     |
| Marcello Lippi   |    |                         |    |     |

| Francia (4-2-3-1) |    |                 |      |      |
|                   |    |                 |      |      |
| P                 | 16 | Fabien Barthez  |      |      |
| D                 | 19 | Willy Sagnol    | 12’  |      |
| D                 | 15 | Lilian Thuram   |      |      |
| D                 | 5  | William Gallas  |      |      |
| D                 | 3  | Éric Abidal     |      |      |
| C                 | 4  | Patrick Vieira  |      | 56’  |
| C                 | 6  | Claude Makélélé | 76’  |      |
| C                 | 22 | Franck Ribéry   |      | 100’ |
| C                 | 10 | Zinédine Zidane | 110' |      |
| C                 | 7  | Florent Malouda | 111’ |      |
| A                 | 12 | Thierry Henry   |      | 107’ |
| Sostituzioni:     |    |                 |      |      |
| C                 | 18 | Alou Diarra     |      | 56’  |
| A                 | 20 | David Trezeguet |      | 100’ |
| A                 | 11 | Sylvain Wiltord |      | 107’ |
| Allenatore:       |    |                 |      |      |
| Raymond Domenech  |    |                 |      |      |

| Uomo partita Andrea Pirlo Assistenti arbitrali Dario García (Argentina) Rodolfo Otero (Argentina) Quarto uomo Luis Medina Cantalejo (Spagna) Quinto uomo Victoriano Giráldez Carrasco (Spagna) |

## Statistiche
| Totale            | Italia  | Francia |
| ----------------- | ------- | ------- |
| Goal segnati      | 1       | 1       |
| Gioco effettivo   | 39 min. | 32 min. |
| Tiri totali       | 5       | 13      |
| Tiri in porta     | 3       | 6       |
| Possesso palla    | 55,3%   | 44,7%   |
| Calci d'angolo    | 5       | 7       |
| Falli commessi    | 17      | 24      |
| Fuorigioco        | 1       | 2       |
| Cartellini gialli | 1       | 3       |
| Cartellini rossi  | 0       | 1       |

- Fu la seconda finale del campionato mondiale a concludersi ai tiri di rigore, dopo Brasile-Italia dell'edizione di Stati Uniti 1994.
- Fu la prima disputata tra le rappresentative di due nazioni europee dal tempo di Italia-Germania Ovest all'edizione di Spagna 1982.
- Con l'espulsione nella finale mondiale, Zinédine Zidane eguagliò il record di cartellini gialli (Cafu, 6) e rossi (Rigobert Song, 2) collezionati da un solo giocatore nei campionati del mondo.[32]

## Il dopopartita

### Ascolti
Secondo la FIFA la partita fu vista globalmente da 715,1 milioni di persone. Limitatamente ai due Paesi coinvolti, in Italia la messa in onda su Rai 1 toccò un massimo di 25 384 000 telespettatori e l'87,03% di share in occasione dell'epilogo ai tiri di rigore, mentre in Francia la messa in onda su TF1 ebbe una media generale di 22 140 000 telespettatori e l'80,03% di share; per l'Italia si tratta del dato di ascolto più alto riscontrato dall'Auditel negli anni 2000, mentre per la Francia si tratta del secondo dato di ascolto più alto dal 1989, anno di inizio delle rilevazioni di Mediametrie.

### Controversie e impatto mediatico

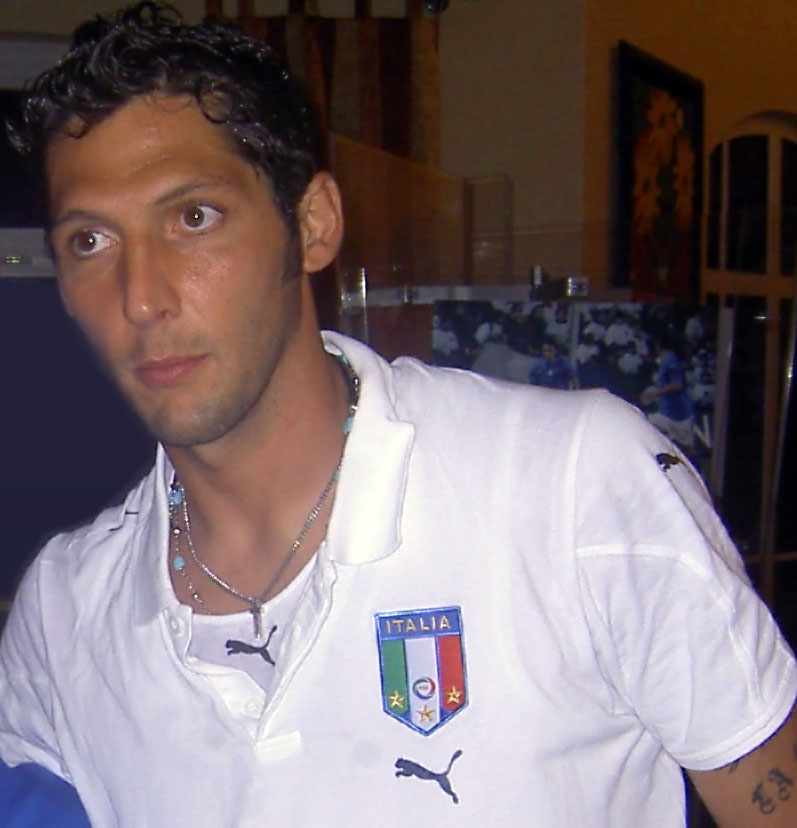
Materazzi in nazionale nel 2006

La testata di Zidane a Materazzi nei supplementari suscitò polemiche e un forte impatto mediatico. Relativamente all'episodio, la FIFA, dopo aver accertato con un'indagine l'assenza di offese razziali, decretò una squalifica di due giornate per Materazzi e di tre per Zidane (le quali peraltro furono scontate presso la FIFA, poiché il calciatore francese si era nel frattempo ritirato dal calcio giocato). Il 12 luglio 2006, in un'intervista rilasciata a una televisione francese, Zidane si scusò pubblicamente per il suo atto violento e rivelò che i motivi che lo spinsero a colpire Materazzi non consistevano in offese razziste, bensì in gravi e ripetuti insulti rivolti dal difensore azzurro alla sua famiglia; Materazzi, qualche tempo dopo, dichiarò di aver offeso la sorella del fantasista francese, comportamento al quale Zidane avrebbe reagito violentemente.
L'allora presidente della Repubblica francese Jacques Chirac difese Zidane dalle accuse: «Lei è un virtuoso, un genio del calcio mondiale. Lei è anche un uomo di animo nobile, di spirito combattivo. Per questo la Francia la ammira e la ama». La stampa francese non fu altrettanto clemente con il suo campione; per L'Équipe, il gesto di Zidane fu ben più grave della sconfitta dei Bleus: «Questa mattina» – scrisse il quotidiano sportivo, che si rivolse al capitano francese – «il più difficile non è cercare di capire perché i bleus hanno perso una finale di Coppa del Mondo alla loro portata, ma spiegare a decine di milioni di bambini nel mondo come lei si sia potuto lasciar andare ad assestare quella testata a Materazzi».
Lo scrittore e cineasta belga Jean-Philippe Toussaint, presente allo stadio di Berlino durante la finale, si soffermò in particolare sulla malinconia di Zidane: «è la mia malinconia, la conosco, l'ho nutrita, la sento». La celebre "testata" fu per Toussaint un guizzo creativo dell'artista di fronte al rischio incombente del fallimento. Un "gesto calligrafico". Un colpo di genio, che proiettò l'artista Zidane al di fuori e al di là del gioco del calcio, trasformando una sconfitta incombente in una vittoria: non potendo «segnare un gol», scrisse Toussaint, Zidane «segnerà le menti». Per Jean Baudrillard, il gesto costituirebbe un atto di "sabotaggio", di terrorismo-tra-virgolette, contro il dominio omogeneizzante della globalizzazione. Con quel gesto, Zidane avrebbe rifiutato di suggellare il Nulla messo in scena dal "rituale d'identificazione planetaria" che in quella notte celebrava mediaticamente l'ideologia della globalizzazione come Bene supremo. Franck Baetens scrisse che la testata di Zidane finì non per negare ma per ricomporre l'universo simbolico all'interno del quale essa si inscrive: «l'ultimo gesto del "calciatore" [...], ben lungi dal mandare in frantumi il mito, lo porta in effetti a compimento». Il New York Times, nel dicembre 2009, pose l'ormai celebre "testata" di Zidane al vertice degli episodi sportivi del decennio.
Il 10 luglio 2006, nonostante il gesto violento durante la finale e l'insulto all'arbitro Jorge Larrionda durante la semifinale col Portogallo, Zidane venne comunque eletto miglior giocatore del campionato del mondo, anche se il centrocampista italiano Andrea Pirlo era stato proposto per tre volte (due più di lui) come uomo del match durante il torneo: ciò scatenò polemiche riguardo a un premio "vinto in partenza" per questioni di sponsor.
Altri episodi controversi riguardarono il presidente della FIFA Joseph Blatter, il quale rifiutò di presenziare alla premiazione dell'Italia al termine della vittoriosa finale, lasciando l'onore al presidente dell'UEFA Lennart Johansson. Per giustificare questa decisione spiegò, in un primo momento, che aveva deciso di far premiare le due finaliste ai dirigenti della confederazione europea in quanto entrambe nazionali del vecchio continente; in seguito cambiò versione, sostenendo che aveva così deciso perché il giorno dell'inaugurazione del torneo (il 9 giugno a Monaco di Baviera) tutto lo stadio l'aveva fischiato e insultato. Blatter fu al centro di una nuova polemica a seguito di alcune sue dichiarazioni contro gli azzurri, secondo lui immeritevoli del titolo mondiale perché qualificati ai quarti di finale solo grazie a un generoso rigore contro l'Australia; il numero uno della FIFA, poco tempo dopo, ritornò sui suoi passi e si scusò per quanto affermato.